# أرنسا
أرنسا هي قرية في مقاطعة أرومية، إيران. يقدر عدد سكانها بـ 175 نسمة بحسب إحصاء 2016.